# Epipsilia grisescens grisescens
Epipsilia grisescens grisescens é uma subespécie de insetos lepidópteros, mais especificamente de traças, pertencente à família Noctuidae.
A autoridade científica da subespécie é Johan Christian Fabricius, tendo sido descrita no ano de 1794.
Trata-se de uma subespécie presente no território português.